# Johann Heinrich Rudolf Schenck
Johann Heinrich Rudolf Schenck (1860 - 1927) was een Duitse botanicus en inwoner van Siegen. Hij was een broer van geograaf Adolf Schenck (1857-1936).
Schenck studeerde aanvankelijk natuurwetenschappen aan de Universiteit van Bonn (1879-80) en daarna studeerde hij in Berlijn onder August Wilhelm Eichler (1839-1887) en Simon Schwendener (1829-1919). Later keerde hij terug naar Bonn als leerling van Eduard Strasburger (1844-1912) en promoveerde in 1884. In 1889 werd hij docent in Bonn en in 1896 verhuisde hij naar het Polytechnisch Instituut van Darmstadt, waar hij werd benoemd tot directeur van de botanische tuin.
Schenck deed belangrijke onderzoeken waaronder de aanpassing van waterplanten op hun onderwateromgeving en ook studies over de ecologie, morfologie en histologie van de lianen. In 1886-87 vergezelde hij Andreas Franz Wilhelm Schimper (1856-1901) op een wetenschappelijke expeditie naar Brazilië en in 1908 verrichtte hij botanische onderzoeken in Mexico.
Samen met George Karsten (1863-1937) was hij co-auteur van het botanische tijdschrift Vegetationsbilder. Hij publiceerde ook gegevens over de botanische collecties uit de Duitse Antarctische Expeditie van 1901-1903.
- Author citation (botany): Schenck
- CiNii: DA02762146
- Gemeinsame Normdatei: 117211028
- International Standard Name Identifier: 0000 0000 8209 010X
- Library of Congress Control Number: n87141060
- Nationale Bibliotheek van Letland: 000276015
- Nationale Bibliotheek van Tsjechië: mub2012683188
- Nationale Bibliotheek van Israël: 987007274176805171
- Nederlandse Thesaurus van Auteursnamen: 067756190
- Istituto Centrale per il Catalogo Unico: BVEV190454
- Système universitaire de documentation: 171166612
- Virtual International Authority File: 26116921
- WorldCat: E39PBJqQvfw3XWtbWyK9p7wwG3